# Europese weg 675
De Europese weg 675 of E675 is een Europese weg die loopt van Agigea in Roemenië naar Negru Voda in Roemenië. De weg loopt vandaar nog door tot de grens met Bulgarije bij Kardam.

## Algemeen
De Europese weg 675 is een Klasse B-verbindingsweg en verbindt het Roemeense Agigea met het Roemeense Negru Voda/Kardam en komt hiermee op een afstand van ongeveer 55 kilometer. De route is door de UNECE als volgt vastgelegd: Constanța - Agigea - Negru Voda/Kardam. Het deel Constanţa - Agigea is in 2004/2005 opgeheven wat de huidige route brengt op Agigea - Negru Voda/Kardam.

## Nationale wegnummers
De E675 loopt over de volgende nationale wegnummers:
| Nummer   | Tracé              |
| Roemenië | Roemenië           |
| -------- | ------------------ |
| 38       | Agigea - Bulgarije |